# Marcelo Settimio
Marcelo Settimio (Valencia, ¿? - Segorbe, 27 de abril de 1655) fue un compositor y maestro de capilla español.

## Vida
Es muy poco lo que se conoce de Marcelo Settimio antes de su llegada a la Catedral de Segorbe como maestro de capilla. Se sabe que procedía de la ciudad de Valencia y que su formación musical fue en su catedral, bajo el magisterio de Juan Bautista Comes. Se sabe que tenía un hermano, Félix Settimio, que fue contratado como cantor de la capilla de Segorbe en 1641.
Tras la partida del maestro Francisco Navarro de Segorbe a mediados de 1634 al obtener la capellanía de contralto en la Catedral de Valencia, el magisterio de la Catedral de Segorbe quedó vacante durante dos años. Se habían organizado unas oposiciones, cuyos edictos se emitieron el 22 de septiembre de 1634, pero no se presentó ningún candidato. El cargo fue ocupado de forma interina por Melchor Aguilar, primer contralto.
El 8 de febrero de 1636 se eligió a Marcelo Settimio para el magisterio de la Catedral de Segorbe, con la responsabilidad de impartir docencia a los infantillos y demás miembros de la Catedral «que hará todos los días mañana y tarde gratis et sine retributione aliqua». Para ello, por primera vez en la Catedral de Segorbe, se nombró a un maestro segundo, el licenciado Cosme Damián, sucentor. Dentro de sus actividades también estuvo la de formar parte de jurados de oposición, como fue el caso en octubre de 1642, cuando formó parte del panel examinador para el cargo de organista en Segorbe. El jurado, formado por Settimio y Raimundo Sessé, anterior maestro en Segorbe y en eses momento maestro de capilla del Real Colegio del Corpus Christi de Valencia, se decidió por Francisco Castillo. De nuevo participó en 1649 en el tribunal para la organistía del catedral, junto con el contralto Malchor Aguilar y el bajonista Vicente Campos.
Tras la muerte del maestro Francisco Navarro en agosto de 1650, el cabildo metropolitano de Valencia organizó unas oposiciones para cubrir el cargo. Se presentaron, Diego Pontac, maestro de La Seo de Zaragoza; Francisco Morales, de Onteniente; y Marcelo Settimio, ante un tribunal formado por Jerónimo de la Torre, Pablo Segarra y Jerónimo Comes. Sin éxito para Settimio, ya que el 4 de agosto de 1650 Pontac fue nombrado maestro de capilla de la metropolitana. Settimio recibió 40 libras como ayuda por el desplazamiento a las oposiciones.
Marcelo Settimio falleció en Segorbe el 27 de abril de 1655:

A 27 de abril de 1655 enterraron en el vaso de San Jerónimo a Mosén Marcelo Settimio, beneficiado y maestro de capilla de esta santa Iglesia con general de canónigos y beneficiados; hiciéronle todos los actos que conforme a la Hermandad es costumbre, a saber: entierro general, cinco responsos, Salve, siete salmos, misa y vísperas, hizo testamento [...]
Archivo parroquial de Segorbe, Quinque Libri, fol. 624

## Obra
Settimio dejó una numerosa obra en Segorbe, como comenta José Climent:

La obra de Settimio, compuesta por más de 160 composiciones, presenta un seguimiento de las innovaciones de Comes. A ellas hay que añadir una interesante producción a solo y dúo, con acompañamiento continuo, motivado, seguramente, por las exigencias y necesidades de la capilla de música de aquella Catedral. Su obra, además, manifiesta una mayor separación de la modalidad renacentista, planificando esa dualidad sonora característica de las obras barrocas del XVII

Se conservan en Segorbe 31 composiciones de Settimio en lengua latina, de las que 15 están incompletas. Entre ellas, tres motetes, siete salmos, dos responsorios, un dúo, un cántico, una estrofa del himno Vexilia Regis «O crux»; una prosa y una secuencia de pascua «Victime paschalis laudes».
Además hay composiciones suyas en el Real Colegio del Corpus Christi en Valencia.